# Kazimierz Cykowski (malarz)
 Kazimierz Cykowski (ur. 3 września 1896 w Warszawie, zm. 25 stycznia 1983 w Szczecinie) – polski malarz. 

## Życiorys
W latach 1908–1912 uczył się w szkole im. Wojciecha Gersona w Warszawie u Feliksa Słupskiego. Ukończył Akademię Sztuk Pięknych w Paryżu. W 1926 odbył podróż do Maroka, tam też wystawiał swoje prace w Casablance i Marrakeszu. Obrazy o tematyce afrykańskiej prezentował w Paryżu. 
W czasie II wojny światowej przebywał w Jugosławii. Od roku 1949 związany ze Szczecinem. Był aktywny w życiu artystycznym miasta, należał do szczecińskiego oddziału ZPAP. W 1969 roku odbył podróż do Kanady, skąd przywiózł 50 rysunków o tematyce kanadyjskiej. Brał udział w wystawach indywidualnych oraz zbiorowych w Zakopanem, Paryżu, Marrakeszu, Dubrowniku, Kamieniu Pomorskim, Warszawie, Szczecinie, Rydze. Jego prace znajdują się w instytucjach i zbiorach prywatnych w Szwecji, Francji, Łotwie, Kanadzie, Polsce, m.in. w Warszawie, Gdyni i Szczecinie. Malował głównie pejzaże, portrety, martwe natury i kwiaty. 